# سانت هیلاری ساکالم
سانت هیلاری ساکالم (به اسپانیایی: Sant Hilari Sacalm) یک شهرستان در اسپانیا است که در استان خرنا واقع شده‌است.

## خصوصیات
سانت هیلاری ساکالم ۸۳٫۲۴ کیلومترمربع مساحت و ۵٬۷۵۳ نفر جمعیت دارد و ۸۰۰ متر بالاتر از سطح دریا واقع شده‌است.